# Vedbäraren 18

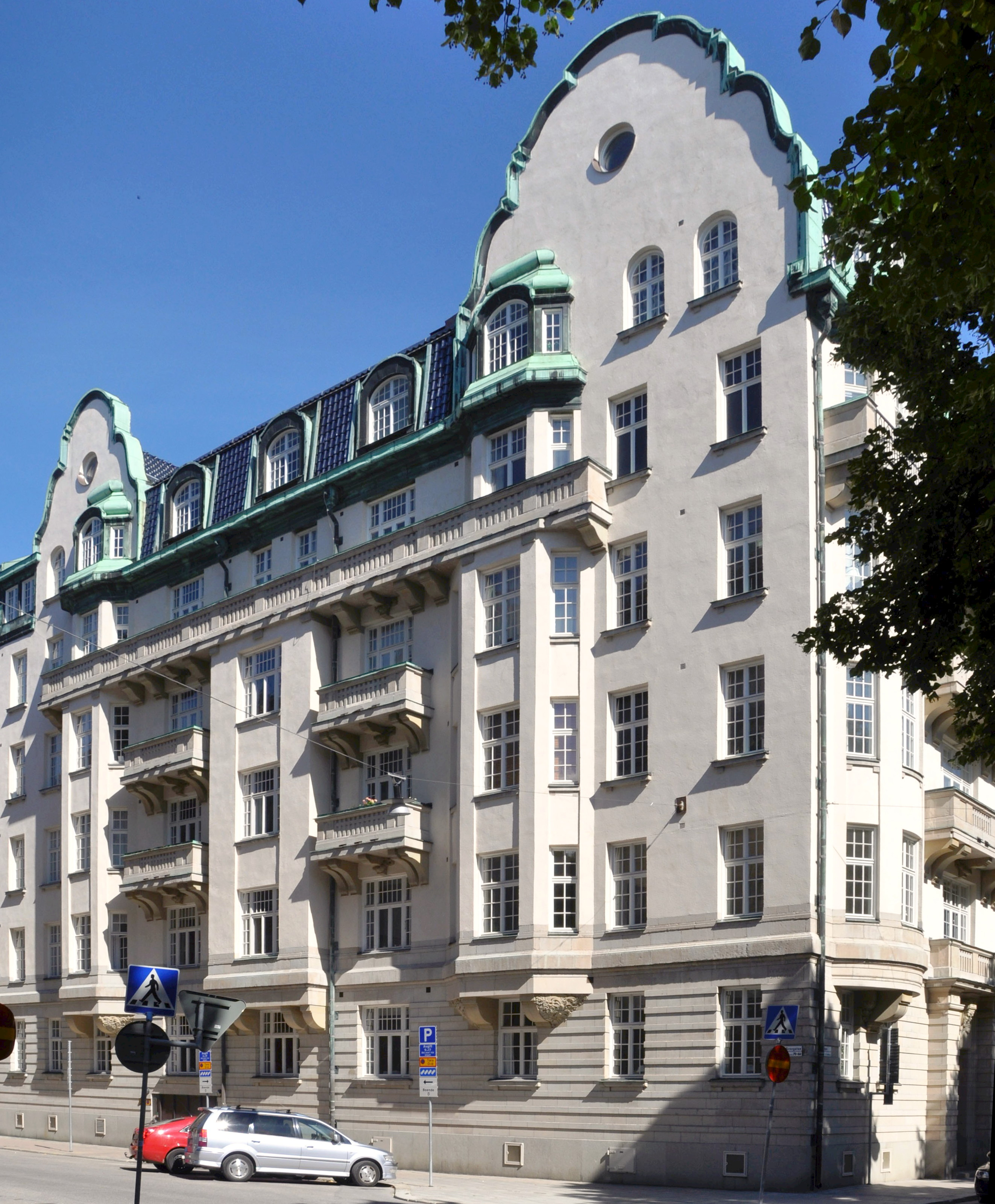
Vedbäraren 18 mot Grevgatan, 2010.

Vedbäraren 18 är en bostadsfastighet i kvarteret Vedbäraren vid Karlavägen 85 / Grevgatan 66 på Östermalm i centrala Stockholm. Fastigheten är blåmärkt av Stadsmuseet i Stockholm vilket innebär "att bebyggelsen bedöms ha synnerligen höga kulturhistoriska värden".
Huset uppfördes 1912–1913 på hörntomten Vedbäraren 18, nära den då nyanlagda Carlaplanen. På platsen låg Veterinärinstitutet vars tomt sträckte sig mot nordväst och tvärs över nuvarande Grevgatan. Institutet gav upphov till det relativt nya kvartersnamnet Veterinären. Kvartersnamnet Vedbäraren är betydligt äldre och omnämns redan som Wedbäraren på Petrus Tillaeus karta från 1733.

## Historik

### Exteriör

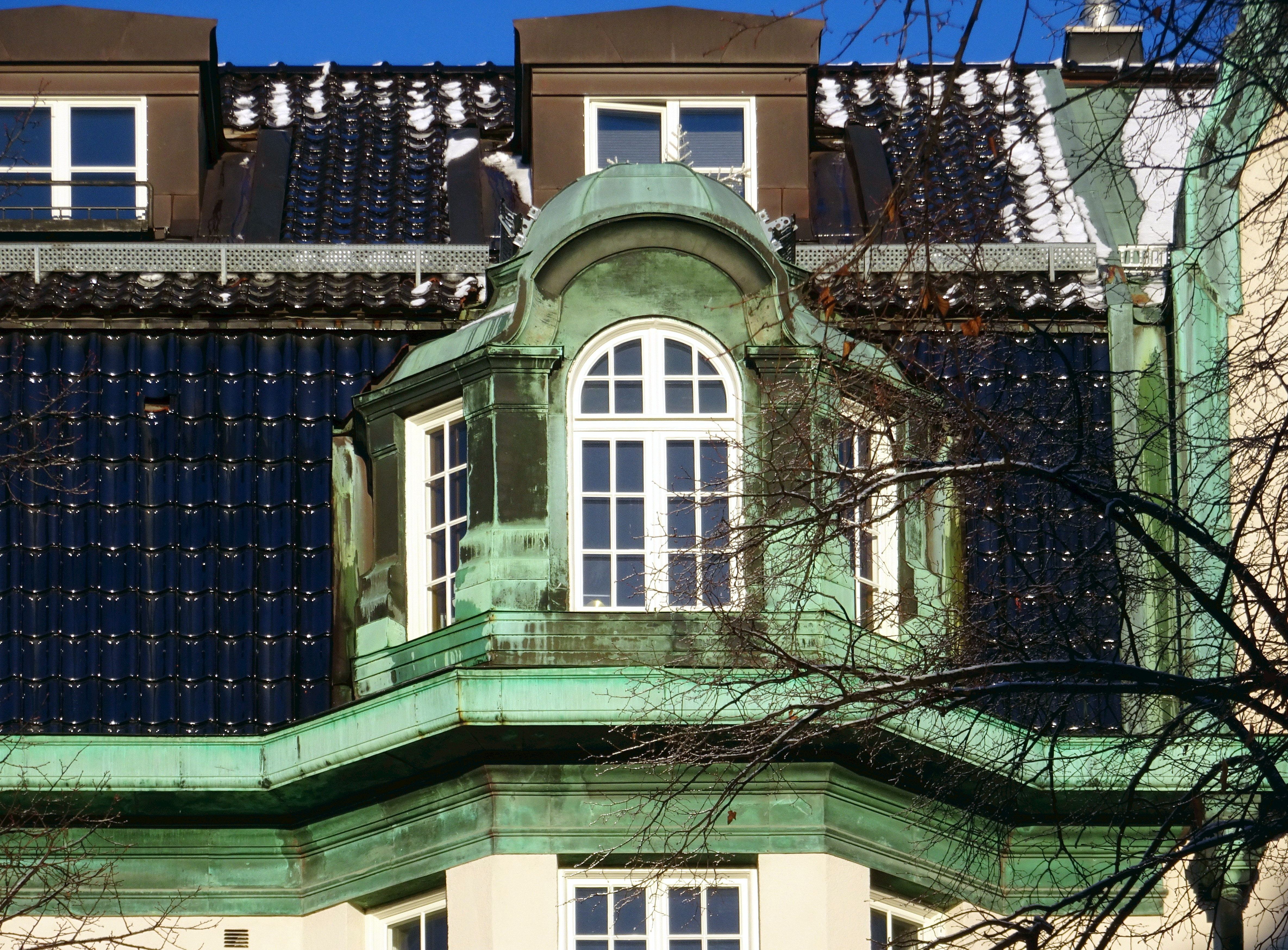
Takdetaljer klädda i kopparplåt.

Byggherre och byggmästare var Karl Johan Flodin som under sin aktiva tid uppförde ett 30-tal nybyggnader i Stockholm. Han anlitade arkitektkontoret Hagström & Ekman att gestalta byggnaden och kom själv att bo två år i huset. Hagström & Ekman var ett vid tiden ofta anlitat arkitektkontor med över 100 utförda byggnadsprojekt i Stockholm. De ritade ett påkostat bostadshus i jugend.
Byggnaden fick fyra våningar och en vindsvåning med rikt artikulerade fasader i ljus slätputs, i höjd med bottenvåningen klädd med ljus sandsten. Mot gatan märks burspråk i natursten, balkonger med balustrader i sten, höga välvda gavlar och branta, med glaserat taktegel täckta, tak. Takfoten och takkuporna kläddes med kopparplåt. 
Ovanför huvudportalen finns en inskription i sten som lyder: På denna plats låg åren 1880-1911 Kongl. Veterinarinstitutet. 1912-1913 uppfördes denna byggnad av byggm. K.J. Flodin, däremellan en maskaron och husets nummer 85. Fasaden har sedan 1977 varit putsad med en terrasitputs i gråbeige kulör och utformades då som en pendang till (men ej identisk med) Veterinären 12, hörnet Karlavägen 83 / Grevgatan 63.

### Ritningar

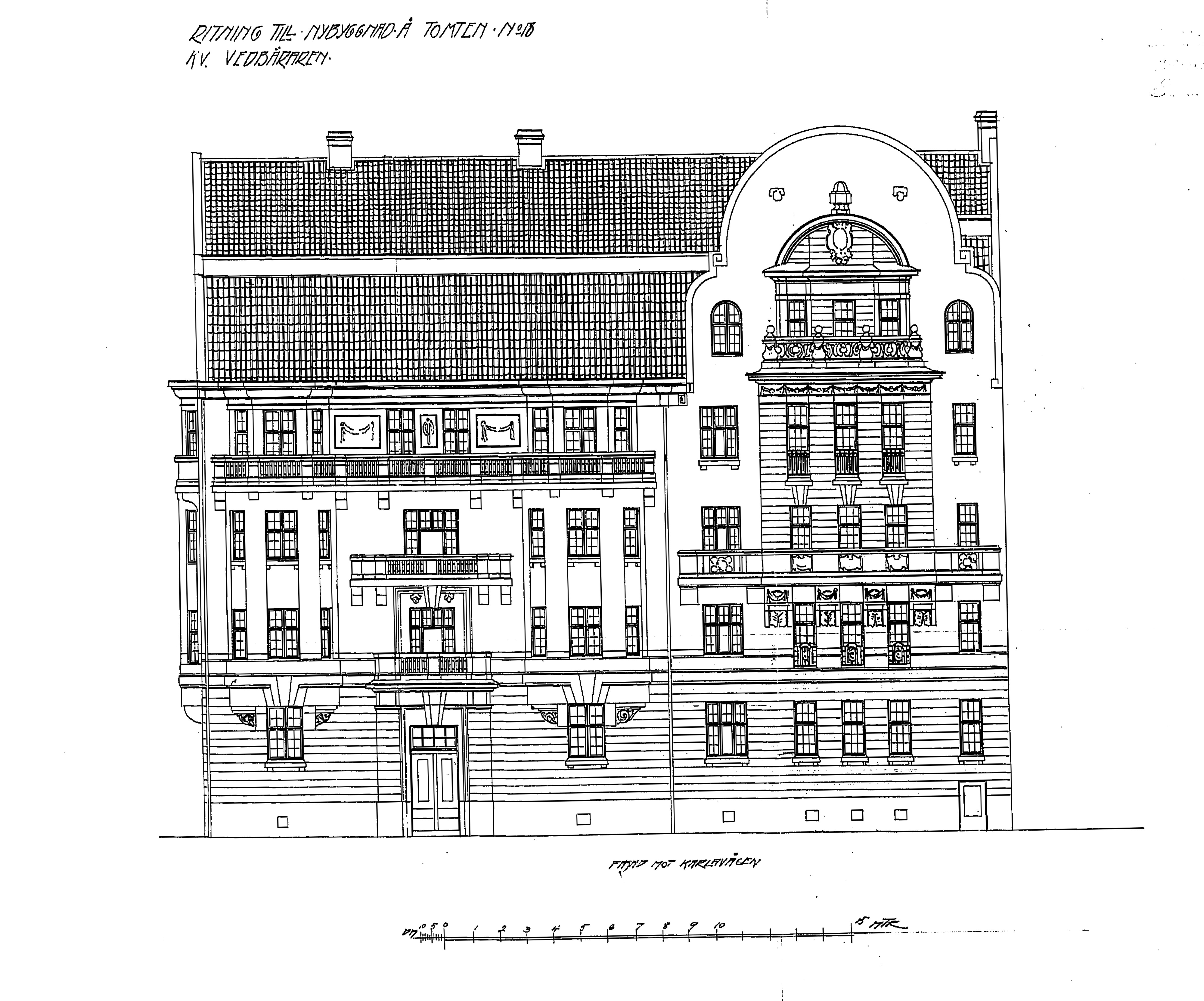
Fasad mot Karlavägen.
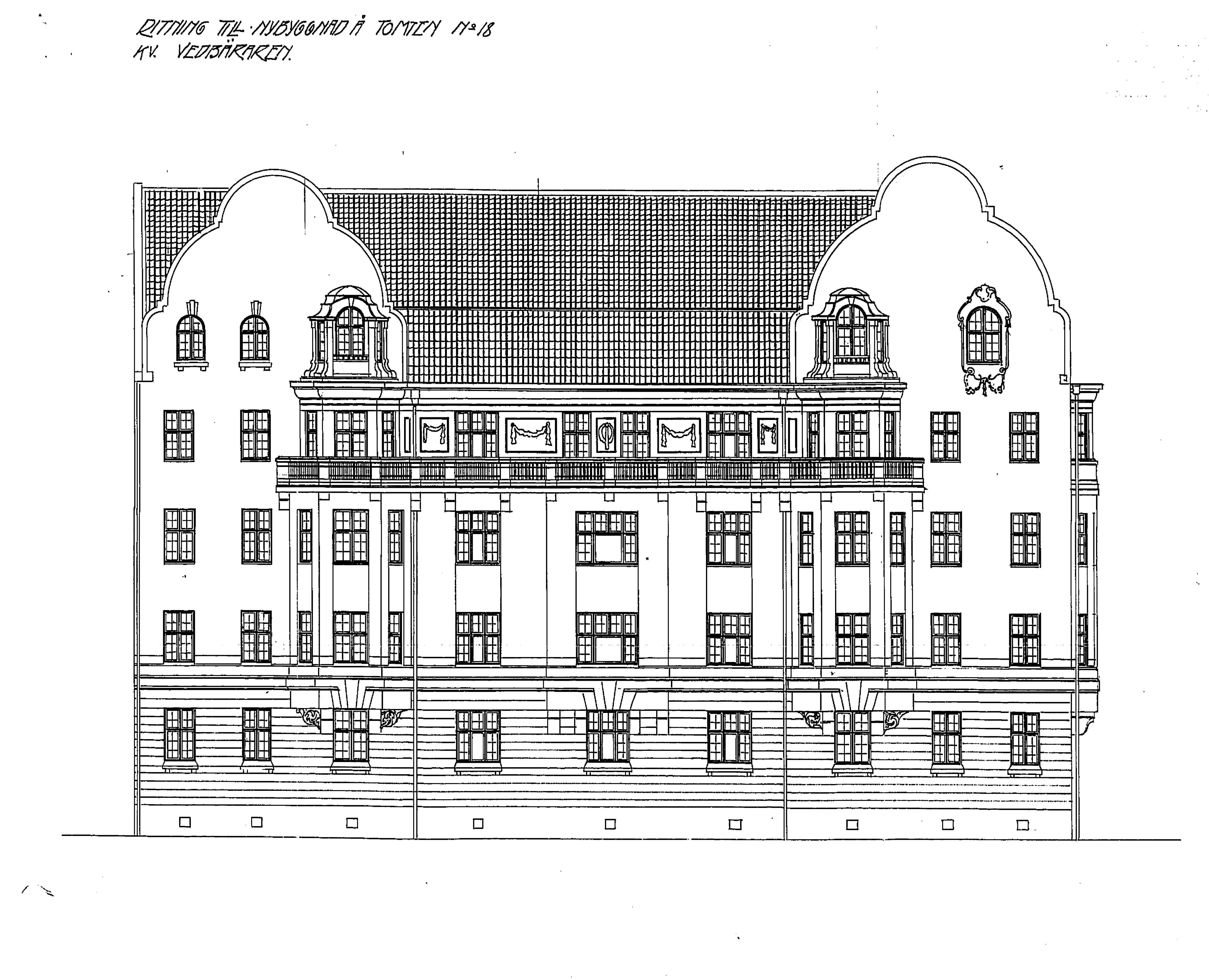
Fasad mot Grevgatan.
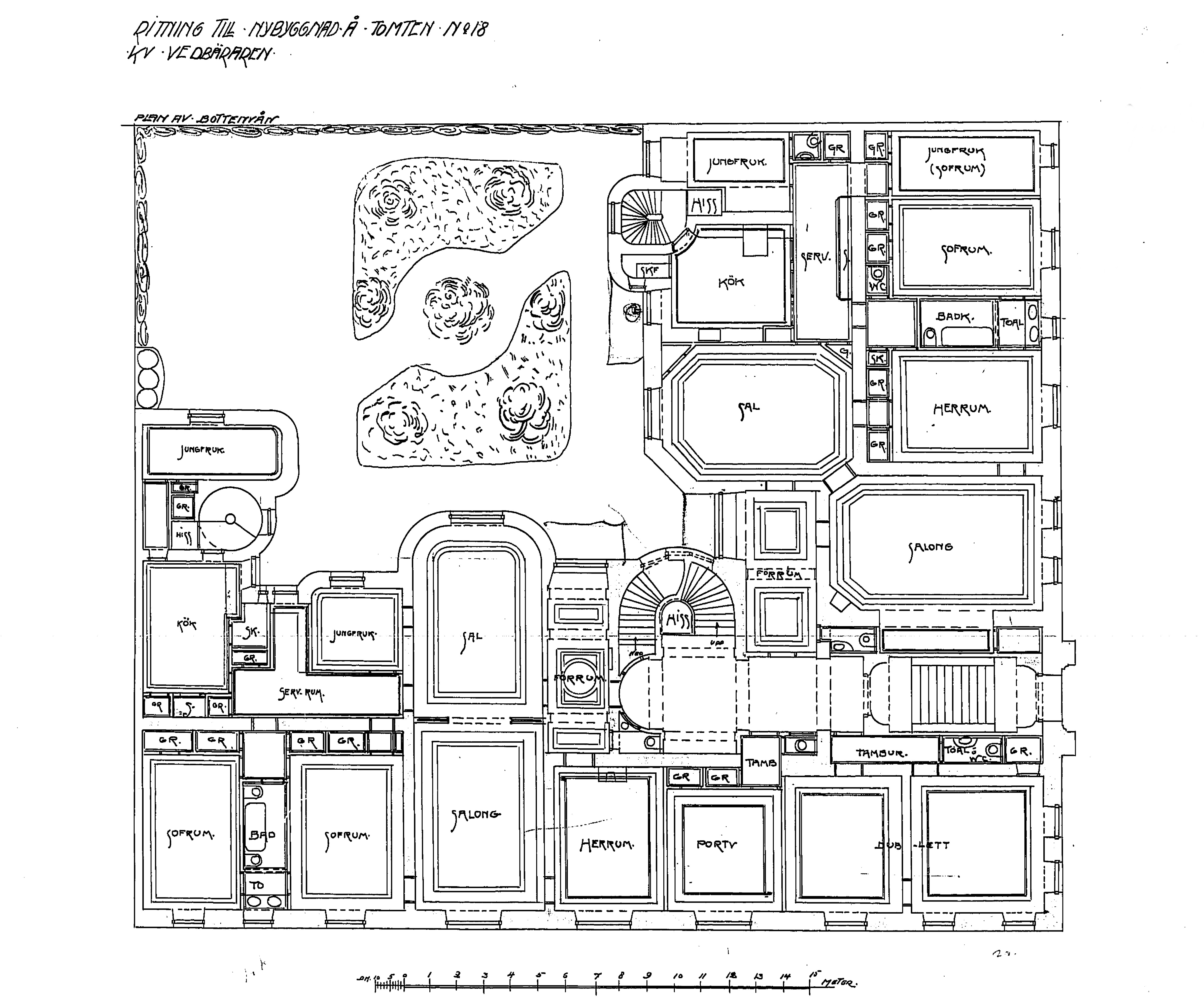
Plan bottenvåning.
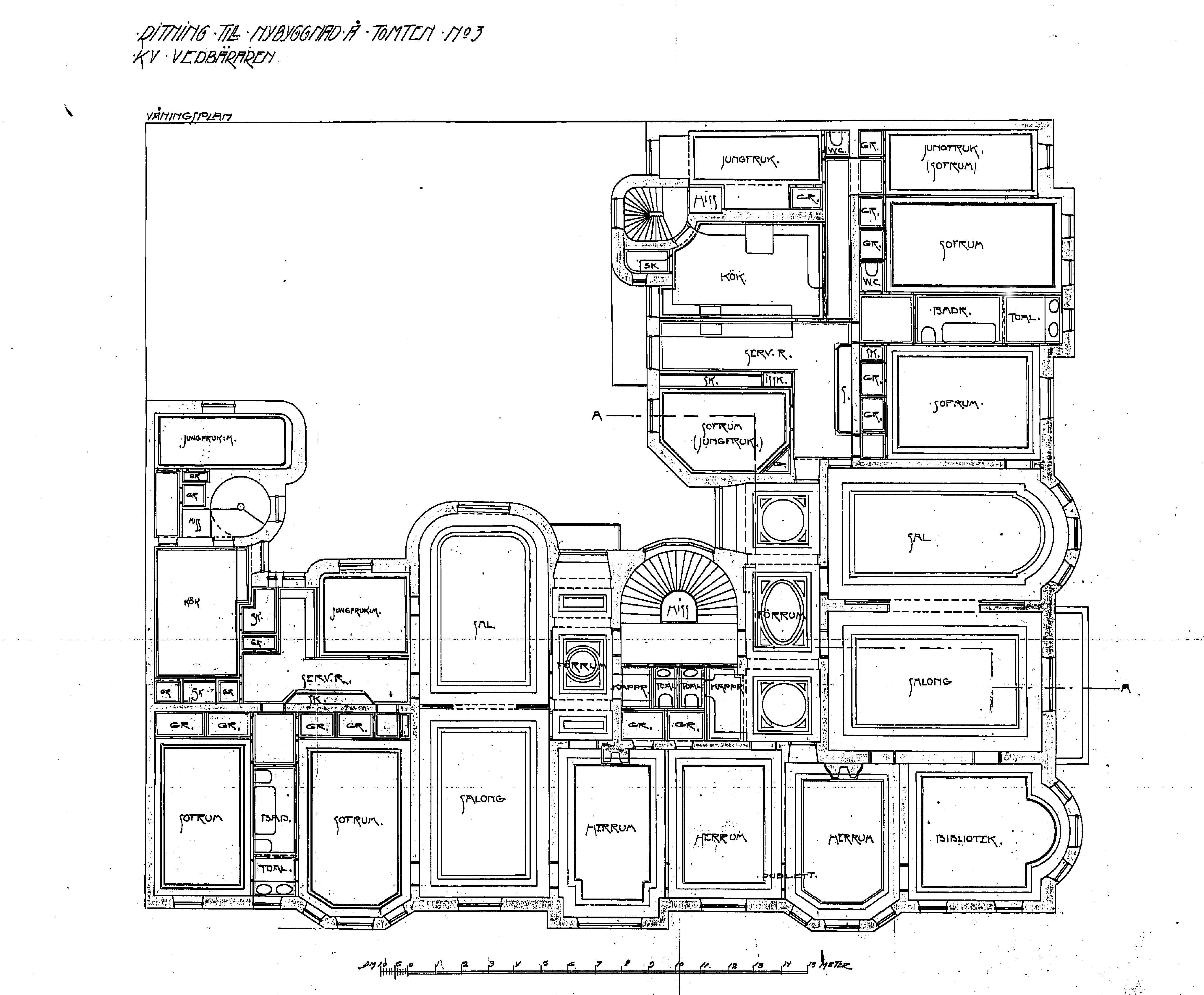
Plan våning 1, 2, 3.
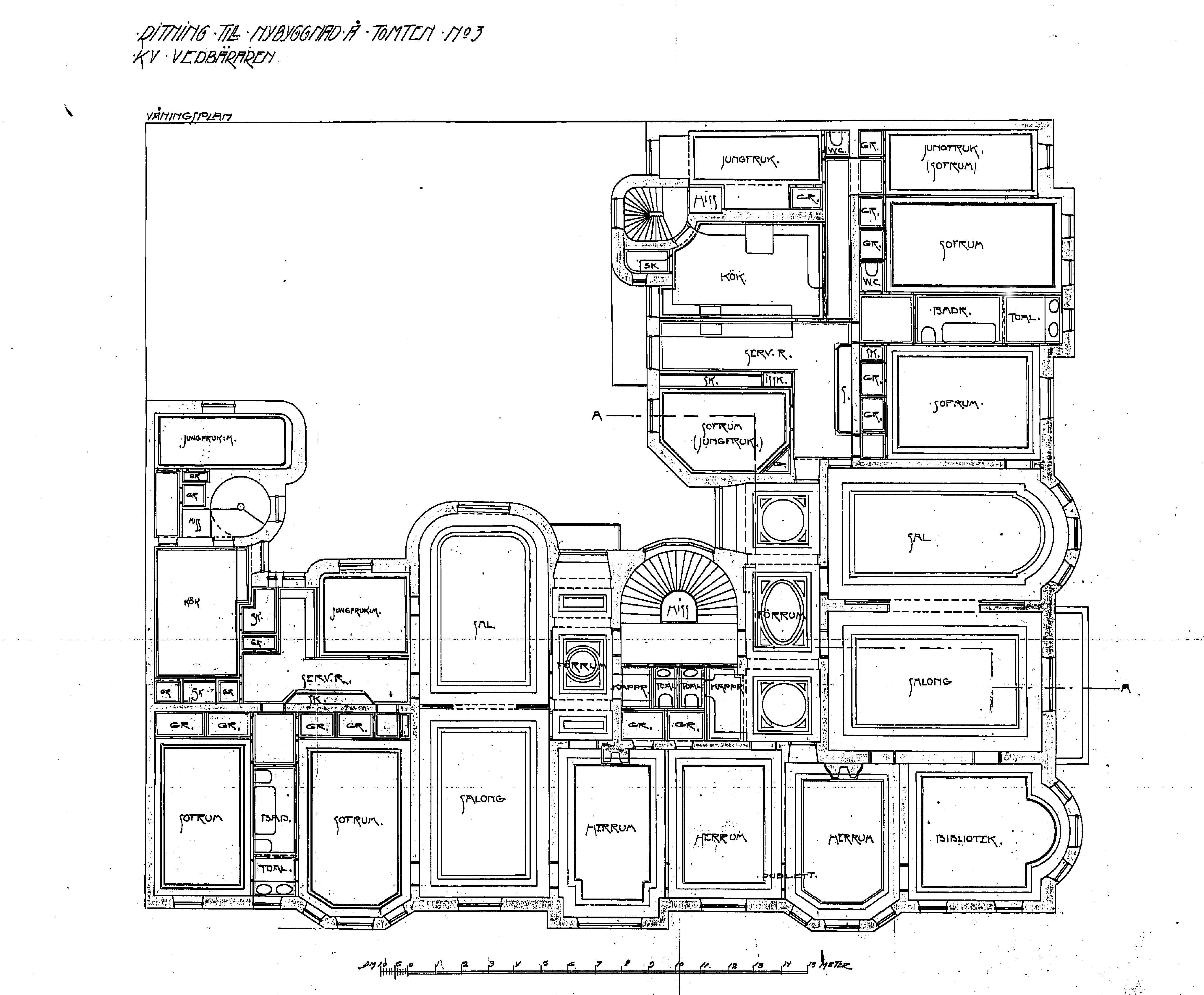
Plan vindsvåning.

### Interiör

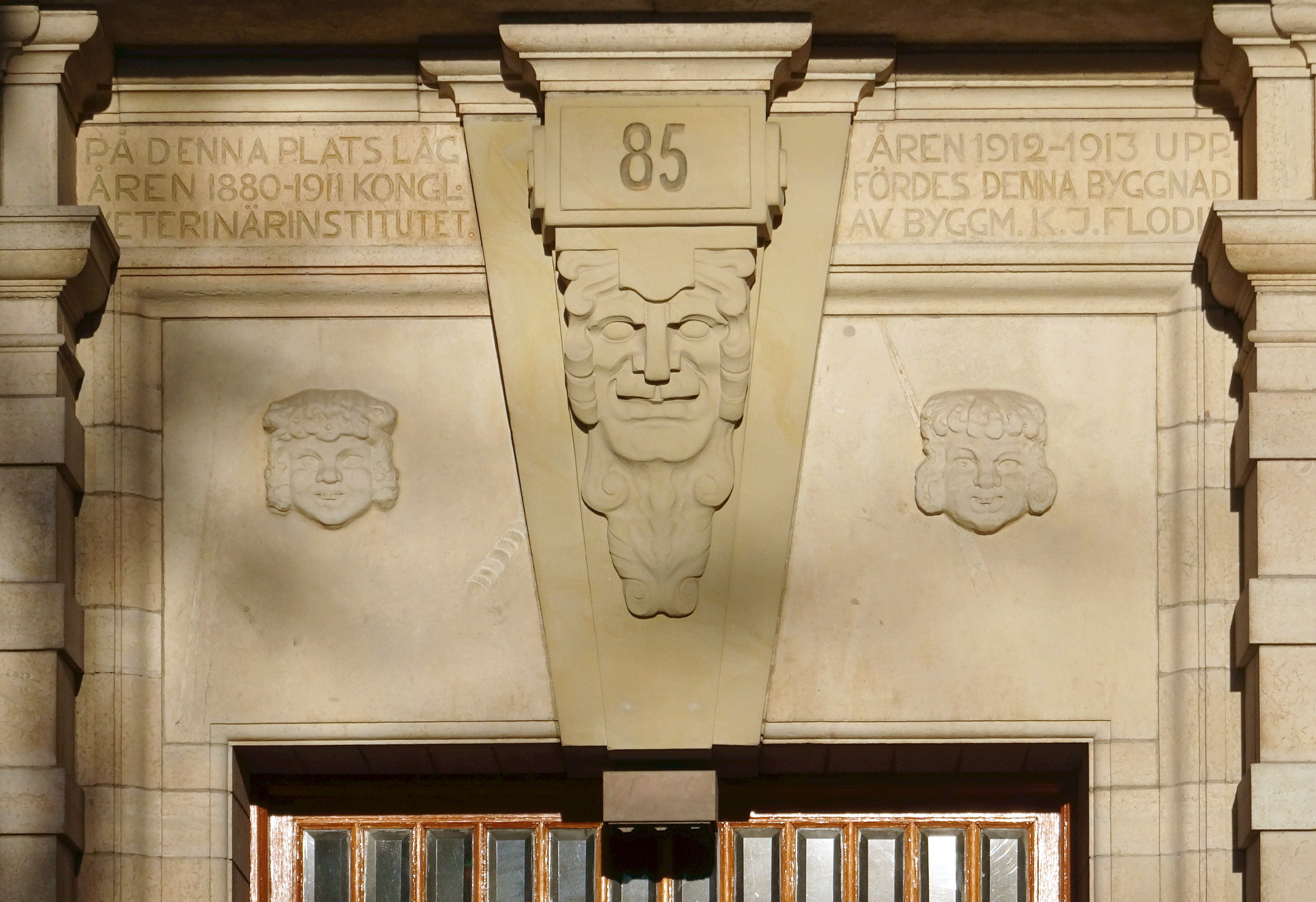
Inskription över portalen.

Entrén, trapphallen och trappuppgången uppvisar omfattande och delvis fantasifulla dekorationer i jugend. Entrén kläddes helt i marmor och taket utfördes som tunnvalv med kassettindelning. Radiatorn doldes bakom ett dekorativt mässingsgaller med omfattning av marmor. Trapphallen, längre in i byggnaden, fick ett kryssvälvt tak med bronserad växtornamentik, strukturmålade väggar och golv av vit marmor med grå fris. Ledstångsanfanget i huvudtrappan skulpterades i mahogny och visar bladverk och en tax. Stuckdekor finns på väggar och tak i form av bland annat duvor och hermeliner. På trapplanen utfördes väggar och tak strukturmålade, golven belades med vit marmor och lägenhetsdörrarna tillverkades av mahogny med formgivna brevinkast i brons. Hissfronten utfördes av hamrade järnstänger med växtornamentik i mässing.
Ursprunglig lägenhetsfördelning var två mycket stora lägenheter per plan. Den södra innehöll nio rum och kök inklusive tre jungfrurum för tjänstefolket som fick använda kökstrappan med direkt tillgång köket. Den mindre lägenheten omfattade sju rum och kök. Under 1930- till 1960-talen följde ombyggnader med bland annat uppdelning i mindre lägenheter. Vid Stadsmuseets inventering 1986 bevarade besökta lägenheter fortfarande påkostad inredning från byggnadstiden såsom exempelvis mönsterlagda parkettgolv och helfranska dörrar i samtliga rum. Flera rum hade dekorerade tak och boaserade väggar med listverk för tapetfält. Fastigheten ägs av Axfast.

### Interiörbilder
En fotoserie tagen 1964 av Stadsmuseets fotograf Lennart af Petersens

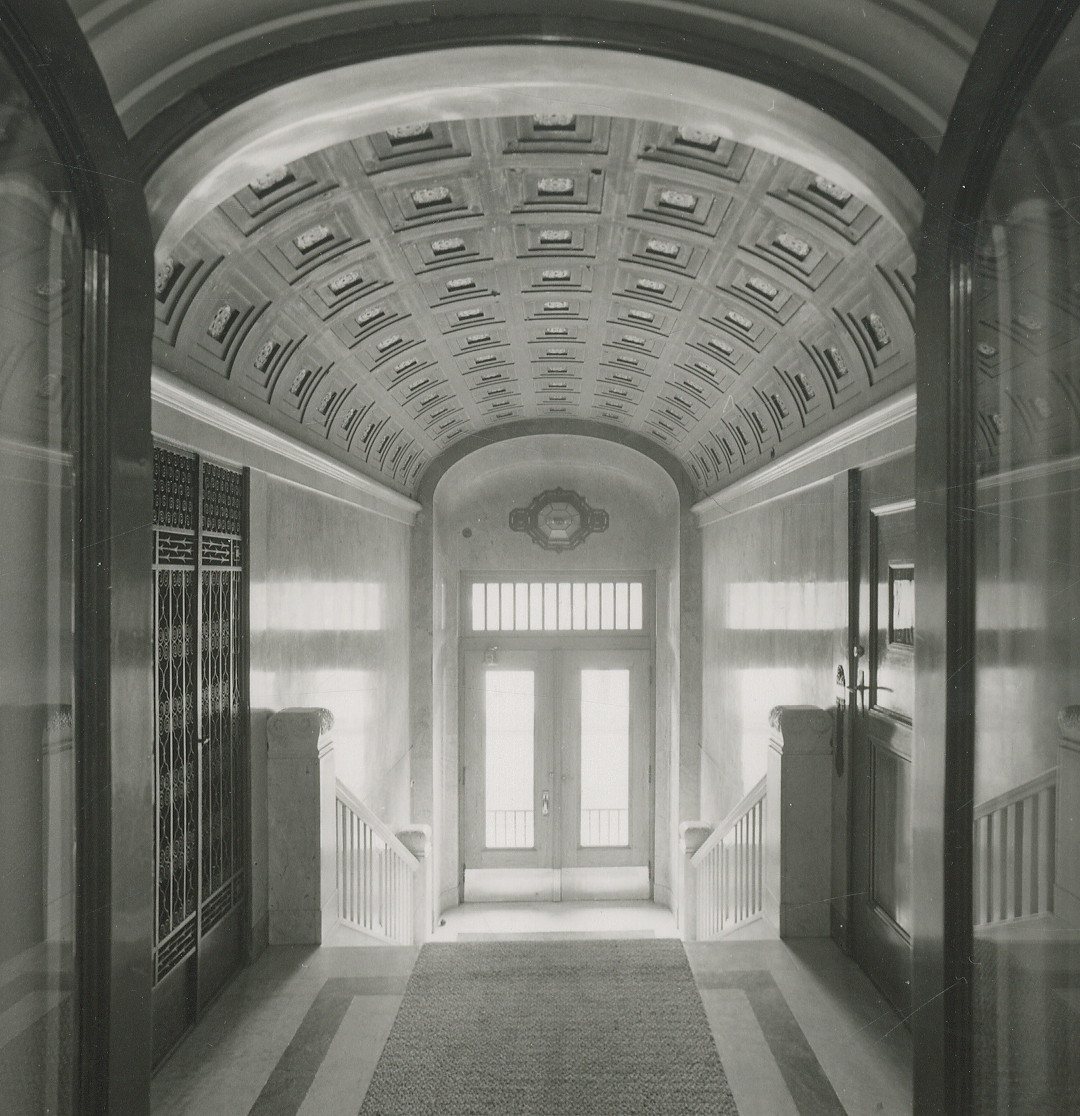
Entréhalls tunnvalv, vy mot entréporten.
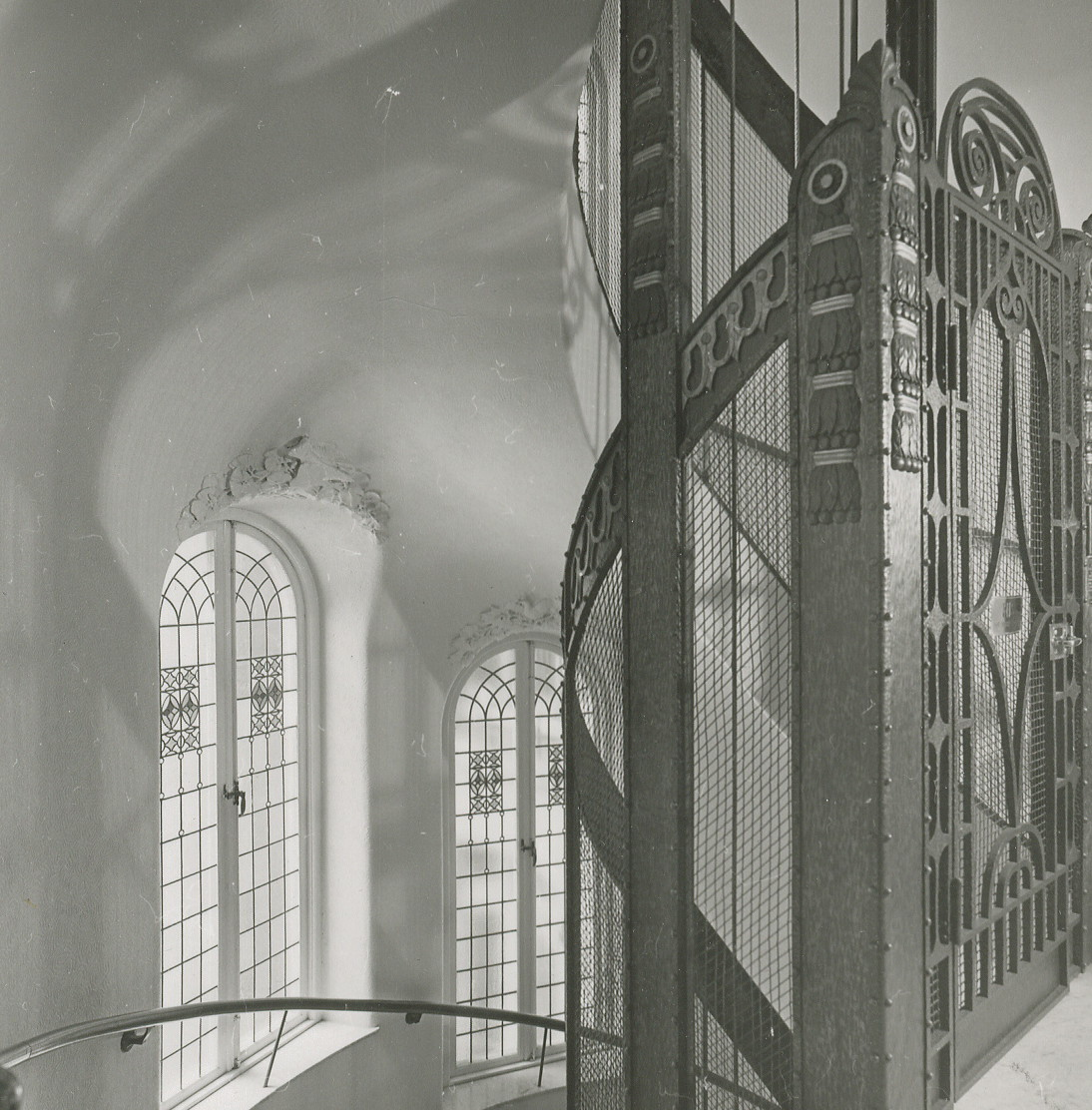
Huvudtrappa, blyglasade trapphusfönster och hiss.
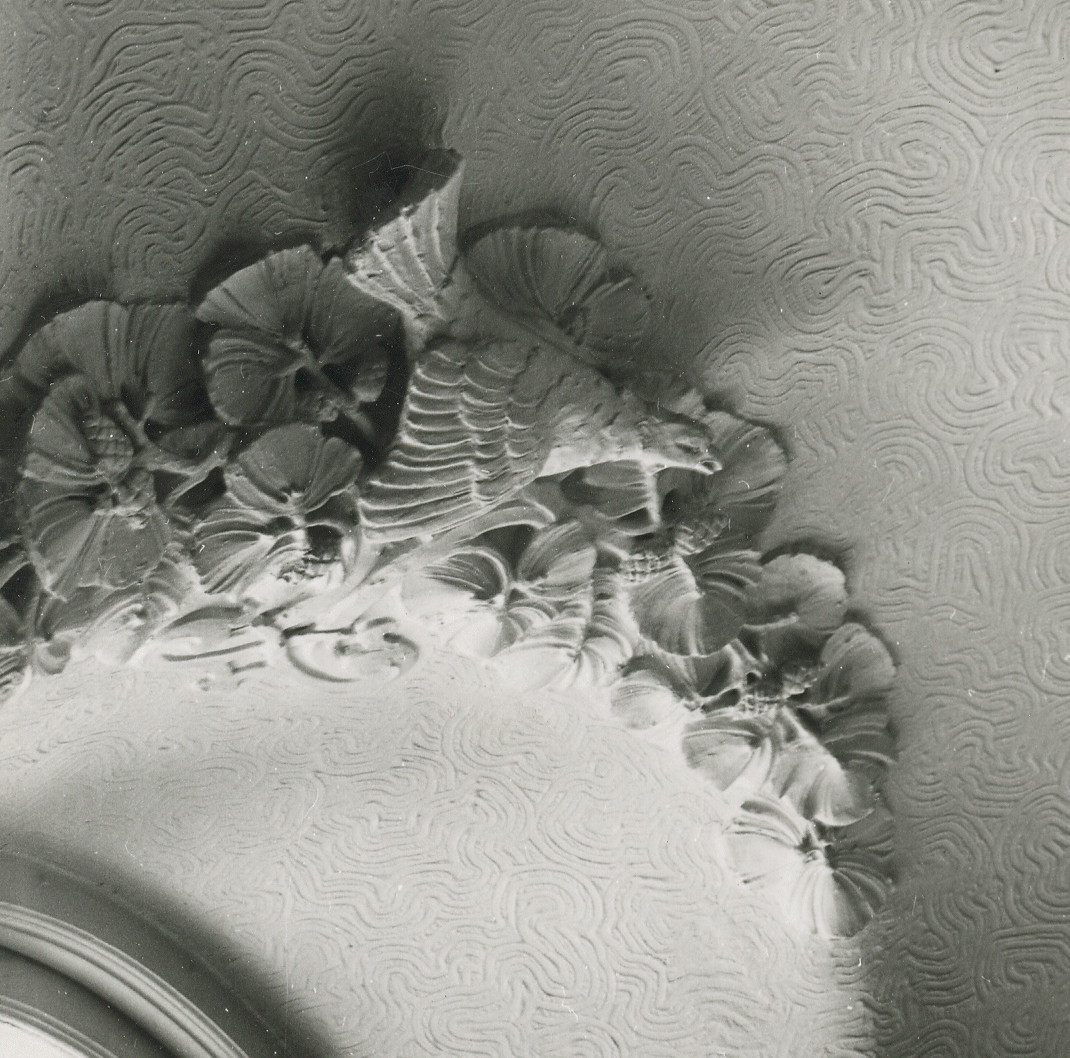
En tjäder i stuck över trapphusfönstret.
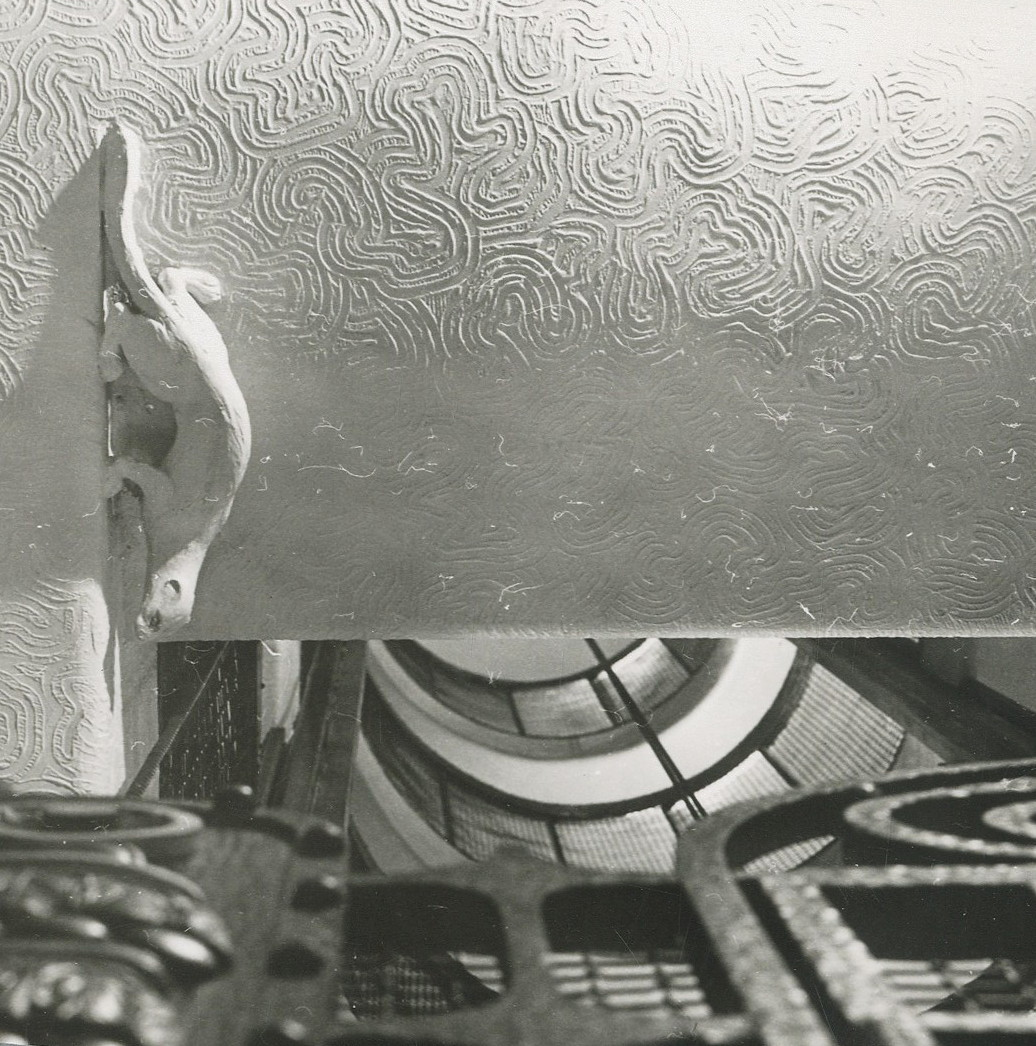
En hermelin i stuck vid hisschaktet.
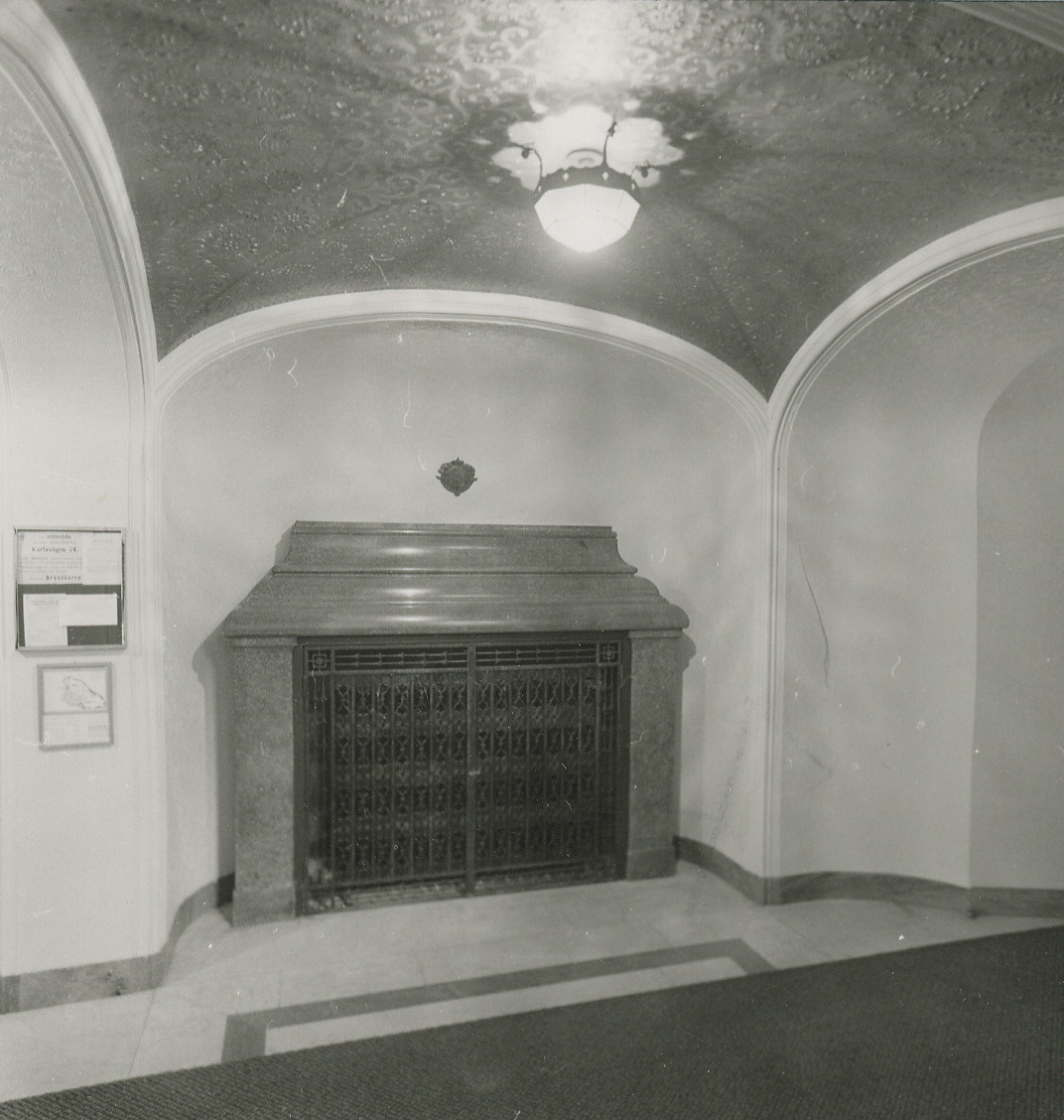
Radiator och kryssvalv i trapphallen.
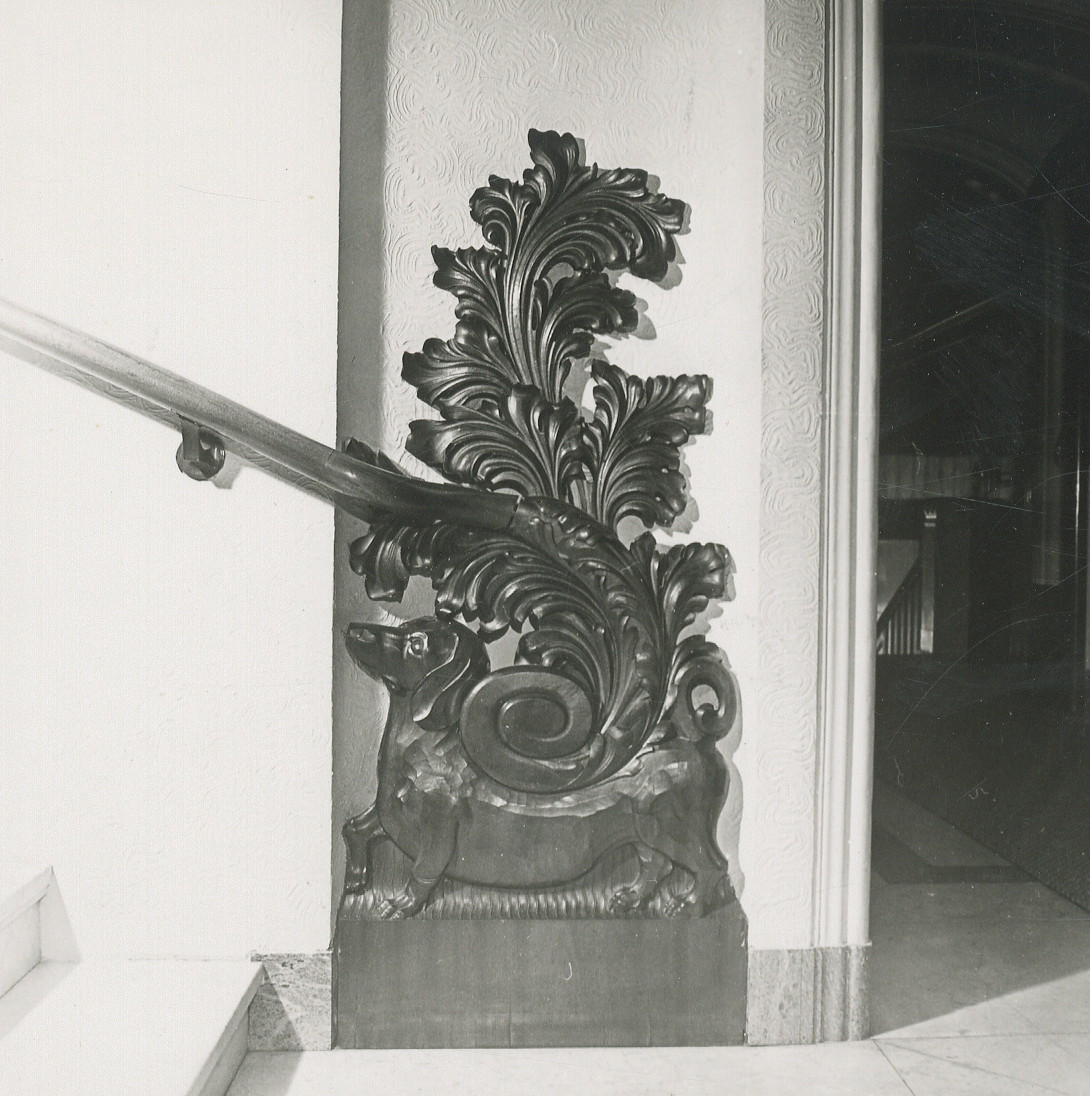
Ledstångsanfang i mahogny med skulpterad tax.